# Konrad Diede
Konrad (Kurt) Diede oder auch Diede zum Fürstenstein († 1565) war Kämmerer, Geheimer Rat und zuletzt Hofmarschall des hessischen Landgrafen Philipp I. und zeitweise auch Beisitzer am Hofgericht. Er war der Stammvater aller späteren
Diede zum Fürstenstein.

## Landgräflicher Ministeriale
Konrad Diede war ein Spross des nordhessischen Ministerialengeschlechts der Diede, das ab 1436 mit der Burg Fürstenstein bei Albungen an der Werra belehnt war und dessen Mitglieder sich dann ab 1479 immer häufiger Diede zum Fürstenstein nannten. Sein Vater Ernst ist im Jahre 1515 als hessischer Amtmann des Stifts Hersfeld bekundet. Konrad diente dem Erbprinzen Philipp schon als junger Edelknabe bei Hof, wurde mit ihm erzogen, und blieb sein gesamtes Leben lang in unmittelbarer Nähe seines Landesherrn. Er wurde einer der engsten Vertrauten des Landgrafen Philipp und auch dessen Sohns, Wilhelm IV. Im Jahre 1537 war er einer der von Philipp erwählten Taufpaten seines Sohnes Ludwig. 1549 war Konrad Diede einer der drei Gesandten (mit Hermann von Hundelshausen und Heinrich Lersner) des Landgrafen Wilhelm IV., die dieser in der Sache der Freilassung seines Vaters Philipp I. zu den sächsischen Fürsten schickte, und 1552 war er einer der vier hessischen Gesandten (mit Adam Trott, Eberhard/Ebert von Bruch und Anton von Wersabe), die Landgraf Philipp nach dem Ende seiner Gefangenschaft nach Hessen zurückbegleiteten. Zuletzt war er Landgraf Philipps Hofmarschall sowie einer der Vormünder der bei des Landgrafen Tod noch minderjährigen Kinder Philipps und dessen Zweitfrau Margarethe von der Saale.

## Besitzerwerb
Ihm verdankte sein Geschlecht beträchtlichen Besitzzuwachs, insbesondere die Güterkomplexe Immichenhain und Ziegenberg.

### Immichenhain
1538 belehnte Landgraf Philipp ihn mit der Hälfte des ehemaligen, mit der Einführung der Reformation in Hessen aufgehobenen Klosterguts Immichenhain im heutigen Schwalm-Eder-Kreis samt Zubehör, d. h. den Höfen Volkershof und Niederberf (heute Berfhof und Berfmühle bei Hattendorf). Die andere Hälfte diente zur Finanzierung von Hof- und Landesverwaltung und Pfarreikosten. Dieses Lehen wurde am 17. August 1544 erneuert und erweitert: es umfasste nun das Klostergut samt Bauhof, das Dorf Immichenhain mit dem dortigen Weinzapf, den Volkershof sowie Einkünfte zu Leimbach, Neukirchen, Riebelsdorf, Holzburg und dem Zehnten zu Niederberf. Zwar sollte dieses Lehen für 4000 Gulden zu lösen stehen, blieb aber bis zu ihrem Erlöschen im Jahre 1807 im Besitz der Familie und war zeitweilig der Mittelpunkt der Diedeschen Verwaltung. In der ehemaligen Klosterkirche, der heutigen evangelischen Pfarrkirche von Immichenhain, befinden sich fünf Epitaphien der Diede zum Fürstenstein.
1540 belehnte Landgraf Philipp Konrad Diede zusätzlich mit ehemals haina’ischen Einkünften zu Holzburg.

### Ziegenberg
Konrad Diede war seit 1540 verheiratet mit Ottilia, einer Erbtochter des bereits 1529 verstorbenen Jost von Drachsdorf (auch Draxdorf oder Traxdorf), dem landgräflich-hessischen Amtmann zu Eppstein, dann Oberamtmann der Niedergrafschaft Katzenelnbogen 1514–19, schließlich hessischen Hofmeister und Rat. Nach dem Tod von Anton von Drachsdorf, dem letzten der Söhne des Jost von Drachsdorf, erwarb Diede im Jahre 1557 – teils als Erbteil seiner Gemahlin, teils durch Zahlung von 4000 Reichstalern an seine Schwäger Philipp und Marsilius von Reifenberg – den alleinigen Besitz an der Burg Ziegenberg in der Wetterau und deren Zubehör, d. h. Tal Ziegenberg mit dem Mühlenbann und sonstigen Zubehörungen, ferner Gefälle zu Wernborn, Pfaffenwiesbach, Langenhain und Fauerbach. Seine Nachkommen nannten sich daher Erb-Gerichtsherren zu Fürstenstein, Ziegenberg, Immichenhain, Wellingerode usw. Hans Eitel Diede zum Fürstenstein, von 1745 bis 1748 Burggraf der Burg Friedberg, ließ die mittelalterliche Burg um 1747 in ein Barockschloss umbauen.

### Alaungewinnung in Oberkaufungen
Konrad Diede war einer der zwölf Gewerke, die auf Betreiben des Landgrafen Philipp eine Gewerkschaft zum Abbau und Sieden von Alaun gründeten und am 27. Januar 1555 den Freibrief zur Errichtung eines Alaunwerks in Oberkaufungen erhielten. Neben Konrad Diede waren auch Anton von Wersabe, Christoph Hülsing, Eberhard/Ebert von Bruch und Johann Homberg unter den Gewerken. Das Werk befand sich wahrscheinlich südlich der Stiftskirche am Dautenbach (auch Allunzebach). Es wurde, wegen Uneinigkeit unter den Gewerken, bereits 1559 verpachtet. Um 1700 waren vier Personen im Stollen, zwei zur Bereitung der Lauge und zum Auffüllen der Halden und zwei in den Siedehütten beschäftigt. Der Betrieb wurde 1714 eingestellt. Ob es am Holzmangel zur Verfeuerung lag, ob das Vorkommen erschöpft war oder ob es an der Konkurrenz des nahen Alaunwerks Freudenthal lag, ist nicht ganz eindeutig.

## Stammvater des Geschlechts
Da wenige Jahre nach seinem Tode die ältere Linie der Diede mit Balthasar (Balzer) Diede zum Fürstenstein auf Wellingerode († 1576), dem Bruder seines Vaters, erlosch und da aus der Ehe seines Bruders Philipp mit Balthasar Diedes Tochter Margarethe keine Kinder hervorgingen, wurde Konrad Diede zum Stammvater aller späteren Diede zum Fürstenstein. Mit großer Sorgfalt trafen Balthasar Diede und seine Verwandten bereits ab 1557 Vorkehrungen zum Übergang der Lehnsgüter ihrer älteren Linie auf die jüngere Linie Konrads; diese Vorkehrungen fanden dann mit dem Vertrag zwischen Maria von Herda und den Erben des Konrad Diede 1577 und seiner Ausführung 1579 ihren Abschluss.